# Mondadori
Mondadori er en italiensk medie- og forlagsvirksomhed med hovedsæde i Milanoforstaden Segrate. Mondadori er den største virksomhed inden for publikation i Italien.
Virksomheden blev grundlagt i 1907 i byen Ostiglia i Lombardiet. Mondadori er i dag en del af Fininvest-gruppen.
Virksomheden var den første, der lavede jumbobøger.[kilde mangler]